# Nishi-ku (Nagoya)
Nishi (西区 Nishi-ku?) es un barrio de la ciudad de Nagoya, en la prefectura de Aichi, Japón. En octubre de 2019 tenía una población estimada de 150.480 habitantes y una densidad de población de 8.393 personas por km². Su área total es de 17,93 km².

## Demografía
Según los datos del censo japonés, esta es la población de Nishi en los últimos años.
| 1995    | 2000    | 2005    | 2010    | 2015    |
| ------- | ------- | ------- | ------- | ------- |
| 139.106 | 140.364 | 143.104 | 144.995 | 149.098 |